# Mavi Felli
Maria Vittoria Felli, detta Mavi (Roma, 16 gennaio 1966), è un'attrice e doppiatrice italiana.

## Biografia
Ha prestato voce alle attrici Pamela Anderson in Baywatch e Katherine Kelly Lang nel ruolo di Brooke Logan in Beautiful, subentrando alla precedente doppiatrice Roberta Greganti a partire dal 1993.
Tra le attrici doppiate: Nicole Kidman in Ritratto di signora, Drew Barrymore, Michelle Pfeiffer e Sophie Marceau. Ha interpretato dal 1999 al 2007 Emilia De Carolis nella soap opera Vivere.
Ex moglie dell'attore e doppiatore Mario Cordova.

## Filmografia

### Cinema
- Miss Arizona, regia di Pál Sándor (1987)
- L'indagine
- Amore di bambola – cortometraggio, regia di Alessandro Ninchi (1990)

### Televisione
- Tre passi nel delitto: Delitti imperfetti - film TV, regia di Fabrizio Laurenti (1993)
- Caro maestro – serie TV (1996), regia di Rossella Izzo (1996)
- Finalmente soli – serie TV, regia di Francesco Vicario e Fosco Gasperi
- Vivere – soap opera, registi vari (1999-2008)
- Don Luca – serie tv, regia di Marco Mattolini e Donato Pisani (2001-2004)
- Piloti – serie tv, regia di Celeste Laudisio
- Finalmente Natale, regia di Rossella Izzo (2007)

## Doppiaggio

### Film
- Pamela Anderson in Baywatch - Matrimonio alle Hawaii, Scooby-Doo
- Kelly Rowan in Cyberbully - Pettegolezzi online, Codice omicidio 187
- Drew Barrymore in La leggenda di un amore - Cinderella
- Alyssa Milano in La mia peggiore amica 2
- Amy Ryan in Escape Plan - Fuga dall'inferno
- Nicole Kidman in Ritratto di signora
- Jennifer Lopez in Parker
- Michelle Pfeiffer in Pensieri pericolosi
- Sophie Marceau in Anna Karenina
- Helena Bonham Carter in La stagione dell’aspidistra
- Emily Mortimer in Spiriti nelle tenebre
- Kimberly Warren in Blast
- Erika Eleniak in Van Helsing - Dracula's Revenge
- Victoria Principal in Morte sul Rio Grande
- Eszter Balint in Mosche da bar
- Maria Lennon in The Informant
- Leilani Sarelle in Basic Instinct
- Ming-Na Wen in Il circolo della fortuna e della felicità
- Katherine Kelly Lang in Esperimento letale
- Nadia Farès in Dimmi di sì
- Sandrine Holt in Soluzione estrema
- Julia Stemberger in Un domestico milionario
- Holly Hunter in Copycat - Omicidi in serie
- Laura Harrington in Buon compleanno Mr. Grape
- Fabiana Cantilo in El refugio
- Lena Endre in Vanità e affanni
- Agnieszka Grochowska in In Darkness
- Keri Russell in Dark Skies - Oscure presenze
- Eva Birthistle in Miracolo a mezzanotte
- Mary Elizabeth Mastrantonio in Tre desideri

### Film d’animazione
- Glimmer in He-Man e She-Ra: Il segreto della spada
- Mamma Tasso in Cipollino
- Dunkelheit in  La scuola più pazza del mondo
- Tessa, la tempesta in Fumino il pilotino

### Serie televisive
- Pamela Anderson in Baywatch, Una pupa in libreria, V.I.P., Perfetti... ma non troppo
- Victoria Rowell in Un detective in corsia

### Soap opera e telenovelas
- Katherine Kelly Lang in Beautiful (2ª voce)
- Christiane Torloni in Destini
- Lucélia Santos in Adamo contro Eva
- Catherine Fulop in Rebelde Way (2° doppiaggio)
- Fabiana Cantilo in El refugio

### Cartoni animati
- Minerva Visone in Animaniacs
- Kasumi Kumoi in Kilari
- Erotica Jones/Stripperella in Stripperella
- Edith Forth in Yukikaze, la silfide del vento

### Videogiochi
- Jaina Marefiero in World of Warcraft, Hearthstone[2] e Heroes of the Storm[3]
- Deborah Carter in Assassin's Creed III[4]
- Serana in Skyrim
- Billie Lurk in Dishonored[5]
- Eris Morn in Destiny 2[6]
- Ana in Rise of the Tomb Raider
- Yukiko Hoffman in The Evil Within 2[7]
- Maghda in Diablo III[8]